# Tetragoneura
Tetragoneura is een muggengeslacht uit de familie van de paddenstoelmuggen (Mycetophilidae).

## Soorten
- T. ambigua (Grzegorzek, 1885)
- T. arcuata Sherman, 1921
- T. atra Sherman, 1921
- T. longicauda Van Duzee, 1928
- T. marceda Sherman, 1921
- T. nitida Adams, 1903
- T. obirata Plassmann, 1990
- T. pimpla Coquillett, 1901
- T. quintana Cole, 1921
- T. robur Garrett, 1925
- T. similis Garrett, 1925
- T. sylvatica (Curtis, 1837)